# Части тела (сезон 2)
«Ча́сти те́ла» (англ. Nip/Tuck) — американская телевизионная драма, созданная Райаном Мёрфи и выходившая в эфир с 2003 по 2010 год.

## Сюжет
На пороге 40-летия Шон испытывает экзистенциальный кризис, а в дом МакНамара приезжает мать Джули, знаменитый детский психолог Эрика Нотон. Мэтту сообщают, что его друг Генри изнасиловал Кару Фицджеральд и рассказал о том, как он вместе с Мэттом сбил её на машине. Джули переживает кризис, когда правда о том, кто является настоящим отцом Мэтта всплывает наружу. В клинике Шон знакомится с Эвой Мур, так называемым тренером для жизни, и просит женщину поработать с Мэттом, поведение и оценки которого сильно ухудшились в последнее время. Вскоре у Мэтта начинается роман с Эвой, у которой, как вскоре выясняется, есть психически-неуравновешенный сын Эдриан, не раз вступавший в интимную связь с матерью.
Между тем, в городе орудует серийный маньяк, который получил прозвище Резак — он насилует своих жертв (в основном моделей), а затем уродует их лицо. Когда Шон делает бесплатные операции жертвам маньяк, Резак сам появляется к доме Шона, и угрожает убить его при следующей встрече. После интимной близости, которая чуть не произошла между Кристианом и Эвой, Шон и Кристиан понимают, что Эва была мужчиной, сделавшим операцию по перемене пола.

## В ролях

### Основной состав
- Дилан Уолш — Шон Макнамара
- Джулиан Макмэхон — Кристиан Трой
- Джон Хенсли — Мэтт Макнамара
- Джоэли Ричардсон — Джулия Макнамара
- Рома Маффия — Лиз Круз

### Приглашённые звёзды
- Келси Линн Бэйтлэнн — Энни МакНамара
- Джессалин Гилсиг — Джина Руссо
- Ванесса Редгрейв — Эрика Нотон
- Эндрю Лидз — Генри Шапиро
- Фамке Янссен — Эва Мур
- Келли Карлсон — Кимбер Генри
- Рут Уилльямсон — Миссис Гедда Грубман
- Джордж Стэнфорд Браун — Джеймс Сазерленд
- Джилл Клэйбур — Бобби Брдерик
- Ребекка Гейхарт — Наташа Чарльз
- Джои Слотник — Мэррилл Боболит
- Сет Гэйбл — Эдриан
- Д Ви. Моффетт — Кеви Хотчкисс
- Бруно Кампос — Квентин Коста
- Лесли Бибб — Наоми Гейнс
- Даг Сэвант — Джоэль Гидеон
- Фионнула Флэниган — Сестра Рита-Клэр
- Джек Коулман — Доктор Авери Атертон
- Колин Игглсфилд — Мистер Рурк
- Алек Болдуин — Доктор Баррет Мур

## Список эпизодов
| Эпизод | Название               | Дата выхода в эфир | Режиссёр          | Сценаристы                    |
| --- | ---------------------- | ------------------ | ----------------- | ----------------------------- |
| |                        |                    |                   |                               |
| 2x01 | Erica Noughton         | 22 июня 2004       | Райан Мёрфи       | Райан Мёрфи                   |
| Шону исполняется 40, и он страдает от спазмов в руке, из-за чего под угрозой оказывается его практика. Между Джиной и Кристианом овзникают трения насчёт воспитания Уилбера. Мать Джулии, Эрика приезжает в Майами, чтобы сделать пластическую операцию перед началом промокампании её новой книги по психологии. Джули узнаёт, что Кристиан переспал с её матерью на их с Шоном свадьбе 20 лет назад. Женщина приходит вместе со своим другом-геем в клинику, чтобы исправить последствия огнестрельного ранения в лицо девять месяцев назад. Однако дружба двух этих людей таит в себе секрет.                                                      |                        |                    |                   |                               |
| |                        |                    |                   |                               |
| 2x02 | Christian Troy         | 29 июня 2004       | Джейми Рэббит     | Шон Яблонски                  |
| Кристиан ломает нос во время секса. Шон собирается сделать другу операцию, однако Кристиан опасается, что из-за спазмов руки Шон не сможет провести процедуру должным образом. Мэтт узнаёт, что Генри изнасиловал Кару Фицджеральд и рассказал полиции о том, что это именно они с Мэттом сбили девушку на машине и уехали, бросив её умирать на дороге. |                        |                    |                   |                               |
| |                        |                    |                   |                               |
| 2x03 | Manya Mabika           | 6 июля 2004        | Элоди Кин         | Лин Грин и Ричард Левин       |
| Шон узнаёт, что Джули часто имитировала оргазм, находясь с ним в постели - он обращается к Кристиану за советом. В клинике Шон знакомится с Эвой Мур, тренером по жизни, и просит её помочь Джули избавиться от стрессов. Женщина быстро понимает, что причина всех неприятностей в семье её новой клиентки - мать Джули, Эрика. Джина хочет родить Кристиану родного ребёнка. Молодая женщина из Сомали приходит в клинику, чтоб провести восстановление клитора - она никогда в жизни не испытывала оргазма. |                        |                    |                   |                               |
| |                        |                    |                   |                               |
| 2x04 | Mrs. Grubman           | 13 июля 2004       | Джейми Рэббит     | Дженнифер Солт                |
| У Энни начинается ранний период полового созревания и первые месячные. Джина собирается начать судебный процесс против Кристиана по делу по опеке над Уилбером и обратилась к Кимбер, чтобы та выступила в качестве свидетеля. Кристиан пытается отговорить Кимбер от этой затеи за ужином и узнаёт, что та употребляет кокаин. Миссис Грубман хочет сделать подтяжку на коленях. |                        |                    |                   |                               |
| |                        |                    |                   |                               |
| 2x05 | Joel Gideon            | 20 июля 2004       | Нельсон МакКормик | Брэд Фолчак                   |
| Авария, в которую попадает Шон, заставляет мужчину задуматься о своей жизни - он понимает, что слишком скучный и боится жить по-настоящему. Родной отец Уилбера хочет получить опеку над сыном. Кристиан узнает от Джулии, что у него есть еще один ребёнок. В клинику обращается альпинист, который отморозил себе лицо в горах. |                        |                    |                   |                               |
| |                        |                    |                   |                               |
| 2x06 | Bobbi Broderick        | 27 июля 2004       | Майкл М. Робин    | Лин Грин и Ричард Левин       |
| Джули нанимает Эву, чтобы та помогла разобраться Мэтту в жизненных проблемах - женщина предлагает юноше секс в обмен на хорошие оценки. Мэтт сильно влюбляется в неё, и вскоре мальчика арестовывают за то, что он мастурбировал под окнами Эвы. Кристиан угрожает Эве, что расскажет Джули правду о её отношениях с Мэттом, но у Эвы оказывается свой козырь в рукаве. Лиз хочет родить ребёнка, и Кристиан предлагает стать донором спермы. Женщина средних лет по имени Бобби Бродерик обращается в клинику за липосакцией перед интервью на работу - однако она не довольна результатом и начинает досаждать Шону, саботируя его профессионализм. |                        |                    |                   |                               |
| |                        |                    |                   |                               |
| 2x07 | Naomi Gaines           | 3 августа 2004     | Крэйг Зиск        | Шон Яблонски                  |
| Шон соглашается сделать бесплатную операцию жертве маньяка по прозвищу Резак - красавице-модели Наоми Гейнс. Джули приглашает Эву и её сына Эдрианна на ужин, где юноша раскрывает её правду об отношениях Эвы и Мэтта. Бобби продолжает попытки разрушить карьеру Шона. |                        |                    |                   |                               |
| |                        |                    |                   |                               |
| 2x08 | Agatha Ripp            | 10 августа 2004    | Майкл М. Робин    | Райан Мёрфи                   |
| Джули периодически охватывает чувство паники - результат перенесённого стресса. Она признаётся Шону в том, что он не отец Мэтта. Лиз узнаёт, что беременна, но малышу грозит опасность. Шон и Кристиан берутся за лечение женщины, на руках у которой появляются стигматы. |                        |                    |                   |                               |
| |                        |                    |                   |                               |
| 2x09 | Rose & Raven Rosenberg | 17 августа 2004    | Элоди Кин         | Райан Мёрфи и Брэд Фолчак     |
| Когда всем становится известно, что Кристиан - отец Мэтта, в бизнесе двух друзей начинается разлад, и каждый из них готовится начать собственное дело. Однако им приходится продолжить совместную работу, когда к ним обращаются за помощью - необходимо разделить двух взрослых сестёр-близнецов. Между тем, в номере у Шона и Кристиана происходит секс втроём с девушкой, очень похожей на Джули. |                        |                    |                   |                               |
| |                        |                    |                   |                               |
| 2x10 | Kimber Henry           | 24 августа 2004    | Нельсон МакКормик | Дженнифер Солт                |
| Кимбер возвращается в жизнь Кристиана, и выясняется, что она — успешная порнозвезда. Компания даже собирается произвести секс-куклу в виде девушки. Кимбер хочет, чтобы влагалище куклы было больше похоже на её собственное, и просит хирургов заняться операцией. Оставшись наедине с куклой, Шона соблазняет идея заняться с ней сексом. Джули знакомится в баре с очаровательным мужчиной, но у него оказываются довольно специфичные предпочтения в сексе. Мужчина-писатель хочет вставить себе в грудь имплантаты, чтобы понять, каково было его жене во время борьбы с раком.                                                                  |                        |                    |                   |                               |
| |                        |                    |                   |                               |
| 2x11 | Natasha Charles        | 31 августа 2004    | Грир Шепард       | Лин Грин и Ричард Левин       |
| Кристиан заинтересовался слепой женщиной, заказавшей новые глаза в клинике. Увидев Шона и Кимбер вместе, Джули вставляет себе грудные имплантаты. Эрике не нравятся условия, в которых живёт её дочь, и просит Шона проявить терпение и сочувствие. |                        |                    |                   |                               |
| |                        |                    |                   |                               |
| 2x12 | Julia McNamara         | 7 сентября 2004    | Майкл М. Робин    | Райан Мёрфи и Брэд Фолчак     |
| Упав на стеклянную дверь, Джули приходится пойти на операцию, чтобы избавиться от шрама на лице - женщина просит также убрать имплантаты из её груди. Находясь под наркозом, Джули видит сон, в котором Эва проводит её через альтернативную реальность, в которой она - успешный хирург и жена Кристиана, а Шон и Меган воспитывают сына-отличника Мэтта. Осознав, как сильно её влечёт к Шону, Джули наконец понимает, что ей нужно от жизни. |                        |                    |                   |                               |
| |                        |                    |                   |                               |
| 2x13 | Oona Wentworth         | 14 сентября 2004   | Скотт Брэзил      | Шон Яблонски и Дженнифер Солт |
| Кристиан узнаёт, что Мэррилл Боболит работает за малые деньги в подпольных условиях, не удовлетворяющих санитарным нормам. Между Мэттом и Эдрианном происходит драка в школе, а полиция находит в шкафу Эдрианна наркотики. Эва предлагает Шону подкупить директрису пластической операцией. |                        |                    |                   |                               |
| |                        |                    |                   |                               |
| 2x14 | Trudy Nye              | 21 сентября 2004   | Элоди Кин         | Хэнк Шилтон                   |
| Кимбер хочет изменить линию любви на своей ладони, а Кристиан собирается бросить Наташу. Шон и Джули объединяют усилия, чтобы разлучить Мэтта и Эву. Ревность Эдрианна к Эве достигает своего пика, и женщина вынуждена раскрыть секрет своей семьи. Шон и Кристиан работают над восстановлением носа женщины, чей муж сидит в тюрьме за убийство их ребёнка. |                        |                    |                   |                               |
| |                        |                    |                   |                               |
| 2x15 | Sean McNamara          | 28 сентября 2004   | Майкл М. Робин    | Брэд Фолчак                   |
| Шон продолжает делать бесплатные операции жертвам Резака, и маньяк нападает на него в собственном доме. Джина рассказывает Кристиану, что у неё ВИЧ. Кимбер начинает снимать порно-фильмы и признаётся Кристиану в любви. |                        |                    |                   |                               |
| |                        |                    |                   |                               |
| 2x16 | Joan Rivers            | 5 октября 2004     | Райан Мёрфи       | Райан Мёрфи                   |
| Эва и Мэтт собираются сбежать вместе в Париж, но сначала юноша должен украсть кое-какие таблетки для своей возлюбленной из клиники. Узнав об их планах и пытаясь запугать Эву, Кристиан чуть было не занялся сексом с ней, что привело его к удивительному открытию. Между тем, очередной клиенткой становится знаменитая актриса и ведущая Джоан Риверз. |                        |                    |                   |                               |
| |                        |                    |                   |                               |